# Nina C. Young
Pour les articles homonymes, voir Young et Nina Young.
Nina C. Young (née à New York en 1984) est une compositrice américaine de musique classique contemporaine résidant à New York. Elle compose principalement de la musique électroacoustique. Elle remporte le prix Charles Ives de l'Académie américaine des arts et des lettres en 2014, le prix de Rome en composition musicale en 2015 et une bourse Guggenheim en 2021.

## Biographie

### Jeunesse et formation
Young grandi dans le comté de Rockland situé dans l'état de New York.
Sa formation musicale commence en autodidacte à 12 ans par le choix du violon. Diplômée en 2003 de Clarkstown High School North, elle déménage à Cambridge pour étudier l'ingénierie et la musique au Massachusetts Institute of Technology (MIT). En 2007, Nina C. Young obtient deux diplômes du MIT : un BS en génie océanique et un BS en musique (étudiante de Keeril Makan). Assistante de recherche de Tod Machover au MIT Media Lab, Young fréquente en parallèle l'École de musique Schulich de l'Université McGill entre 2008 et 2011, obtenant son master. Elle étudie la composition avec Sean Ferguson, l'orchestration avec Jean Lesage et la musique mixte avec Philippe Leroux.
Pendant son séjour à Montréal, Young travaille comme assistant de recherche dans le projet élargi de pratique musicale du CIRMMT (Center for Interdisciplinary Research in Music Media and Technology) et comme assistant de studio et d'enseignement aux studios de composition numérique de McGill.  Titulaire d'un doctorat en composition musicale de l'Université de Columbia, étudiante de Brad Garton, Georg Friedrich Haas, George Lewis et Fred Lerdahl, elle est amenée à enseigner la musique électronique au Computer Music Center (CMC).

### Pédagogue et compositrice
Young enseigne en 2017 au département des arts du Rensselaer Polytechnic Institute puis en 2018 à la Sarah and Ernest Butler School of Music de l'Université du Texas à Austin. Elle est nommée professeur adjoint à la Thornton School of Music de l'Université de Californie du Sud et se rend comme compositrice invitée au Johns Hopkins Peabody Institue et à la Fondation Civitella Rainer en 2019.

### Promotion permanente de la musique contemporaine
En plus de son métier de pédagogue et de compositrice, Nina C. Young promeut la musique contemporaine. Directrice générale du collectif de compositeurs et éditeur APNM (The Association for the Promotion of New Music) de 2011 à 2015, la compositrice est toujours codirectrice artistique de l'Ensemble Echappé. Ses propres œuvres sont publiés chez Peermusic Classical.

## Style
La musique de Nina C. Toung se caractérise par une sensibilité aiguë à la tonalité, qui se manifeste dans des images sonores d'une immédiateté vibrante et saisissante. Sa voix musicale mélange des éléments du canon classique, du modernisme, du spectralisme, de l'expérimentalisme américain, du minimalisme, de la musique électronique et des idiomes populaires. Ses projets, allant des pièces de concert aux installations interactives, s'efforcent de créer des environnements sonores uniques qui explorent les architectures sonores, la résonances et les éphémères.

### Réception et critique
Les compositions de Young explorent ainsi l'intersection de la musique instrumentale et électroacoustique. Le Boston Globe décrit « l' audace de John Cage dans l'expérimentation » avec « des paysages sonores instrumentaux et électroniques complexes».
La radio WQXR-FM parle de Young en ces termes : « l'un des 10 artistes imaginatifs et pionniers de 2014 ».
Par ailleurs, adulée par son ancien par son ami Brad Balliett, sa musique est pour lui « constamment surprenante, mais en même temps, (elle) semble prédestinée. Chaque événement semble si bien placé et inévitable que l'on reste avec le sentiment que la pièce n'aurait pu se dérouler que de la façon dont elle l'a tracée. Des échos de Stravinsky et quelque chose de spectral cèdent la place à une voix intensément personnelle coupée avec une oreille pour la couleur et l'équilibre».

## Récompenses et bourses

### 2021
- Bourse Guggenheim en composition musicale

### 2015
- Commission de la Koussevitsky Music Fondation
- Prix de Rome
- Concours national de composition de l'American Composers Forum

### 2014
- Prix Aspen Music Festival Jacob Druckman, commission orchestrale
- 12e Forum international du Nouvel Ensemble Moderne, Montréal
- Prix Charles Ives 2014 de l'Académie américaine des arts et des lettres
- Salvatore Martirano Memorial Composition Award pour Traced Upon Cinders
- Orchestre symphonique de Milwaukee
- Prix Libby Larsen de l'International Alliance for Women in Music pour Remnants.

### 2013
- Prix du public de l'American Composers Orchestra pour Remnants

### 2011
- Prix Pauline Oliveros de l'International Alliance for Women in Music pour Kolokol

### 2010
- Prix du compositeur étudiant de la Fondation BMI pour Kolokol

## Œuvres (sélection)

### Orchestre
- Tread softly (2020) pour orchestre
- Out of who womb came the ice (2020) pour voix de baryton, orchestre et électronique
- Agnosco Veteris... (2015) pour orchestre
- Fata Morgana (2014) version pour orchestre
- Remnants (2012) pour orchestre
- Adieu (2009) pour orchestre

### Grand ensemble
- ...Vestigia Flammae (2014) pour 15 musiciens
- Fata Morgana (2014) pour ensemble de cuivres symphoniques
- Traced Upon Cinders (2014) pour 13 musiciens
- Kashchei (2011) pour 9 musiciens et électronique

### Musique de chambre
- Touch (2020) pour piano à quatre mains
- The Glow that Illuminates, the Glare that Obscures (2019) pour quintette de cuivres et électronique
- Tarnish (2019) pour quatuor de saxophones
- Tête-à-Tête (2017) pour deux pianos jouets, projection vidéo et électronique
- Fleeting Musings and Restless Paise: A Bassoon Pocket Concerto (2015) pour basson solo et flûte, alto, contrebasse et harpe
- Rising Tide (2015) pour flûte, clarinette, percussions, piano, violon, alto et violoncelle
- Spero Lucem (2015) pour quatuor avec piano
- l'heure bleue (2013) pour flûte et alto
- Meditation (2013) pour violon et violoncelle
- Memento Mori - Phase I (2013) pour quatuor à cordes
- Etched in Sand (2013) pour sextuor de percussions
- Tethered Within (2013) pour flûte alto, clarinette basse, piano, percussions, 2 violons, alto, violoncelle
- Waltz in Sepia (2013) une œuvre théâtrale pour violon, alto et électronique
- Remains (2012) pour 2 pianos et 2 percussions
- Kolokol (2010) pour 2 pianos et électronique

### Instrument seul
- Mezzanine (2020) pour piano
- Il y avait eu des signes, sûrement (2020) pour violon
- Heart.throb (2019) pour caisse claire solo et électronique
- Si tu es... un menteur... (2016) pour harpe
- À bout de souffle (2016) pour piano scordatura
- Ainsi soit-il (2016) pour violoncelle
- Temenos (2016) pour violon et électronique
- Metal Works (2014) pour piano et électronique
- Sun Propeller (2012) pour violon et électronique (2017, pour la version pour alto)
- Chatter (2011) pour trompette et électronique

### Chant
- Swan Song (2018) pour soprano et piano
- Prélude (2015) de Making Tellus: An Opera for the Anthropocene pour voix de basse, piano et contrebasse
- Out of who womb came the ice, Parts 1&2 (2017, 2020) pour voix de baryton, orchestre et électronique
- Void (2015) pour soprano, alto et piano
- Not Waving But Drowning (2009) pour alto, piano et chœur mixte

### Electronique
- drink rain (2021)
- present perfect (2020)
- Torsion Series (2019)
- Fool's paradise 2.0 (2019)
- Fool's paradise (2018)
- Sol (2016)
- Mark As Unsent (2015)
- Bayu-bayu (2011)
- Incubus (2010)